# سانتياغو لورينزو
سانتياغو لورينزو (بالإسبانية: Santiago Lorenzo) هو منافس ألعاب قوى أرجنتيني، ولد في 4 أبريل 1978 في بوينس آيرس في الأرجنتين.

## وصلات خارجية
- سانتياغو لورينزو على موقع الاتحاد الدولي لألعاب القوى (الإنجليزية)
- سانتياغو لورينزو على موقع أوليمبيديا (الإنجليزية)